# زينة الرمحيات
زينة الرمحيات (أو زينة الرمحيات همس) هي نبات زينة من الفصيلة الفَويّة.